# Clemelis
Clemelis – rodzaj muchówek z rodziny rączycowatych (Tachinidae).

## Wybrane gatunki
- C. apicalis (Villeneuve, 1923)
- C. gymnops Herting, 1975
- C. majuscula Mesnil, 1954
- C. massilia Herting, 1977
- C. pullata (Meigen, 1824)[1][2]